# Wejherowo Nanice
Wejherowo Nanice – przystanek Szybkiej Kolei Miejskiej leżący w Wejherowie w dzielnicy Nanice. Według klasyfikacji PKP ma kategorię dworca regionalnego.

## Ruch pasażerski
| Rok  | Wymiana pasażerska na dobę |
| ---- | -------------------------- |
| 2017 | 4 000-5 000                |
| 2022 | 4 000-5 000                |

## Opis
Przystanek posiada cztery wejścia od strony ul. I Brygady Pancernej Wojska Polskiego, Polnej i Dawida Judyckiego, a także jedno przejście podziemne łączące ulice Judyckiego i I Brygady Pancernej WP. W kasie biletowej znajdują się kasowniki i tablice informacyjne z rozkładem jazdy SKM dla przystanku Wejherowo Nanice.